# Svatoslav Ton
Pour les articles homonymes, voir Ton.
Svatoslav Ton (né le 20 octobre 1978 à Brno) est un athlète tchèque, spécialiste du saut en hauteur. 

## Biographie
6e aux Championnats d'Europe d'athlétisme 2006 et 8e aux Jeux olympiques de 2004.
Il a atteint 2,30 m à Prague le 19 mai 2007 et son record est de 2,33 m (2004). Il mesure 1,92 m pour 75 kg.

## Palmarès
| Date | Compétition                    | Lieu       | Résultat | Marque |
| ---- | ------------------------------ | ---------- | -------- | ------ |
| 1996 | Championnats du monde juniors  | Sydney     | 2e       | 2,21 m |
| 2002 | Championnats d'Europe          | Munich     | 6e       | 2,25 m |
| 2004 | Jeux olympiques                | Athènes    | 8e       | 2,29 m |
| 2005 | Championnats d'Europe en salle | Madrid     | 7e       | 2,27 m |
| 2005 | Championnats du monde          | Helsinki   | qual.    | 2,20 m |
| 2006 | Championnats du monde en salle | Moscou     | qual.    | 2,20 m |
| 2006 | Championnats d'Europe          | Göteborg   | 6e       | 2,27 m |
| 2007 | Championnats d'Europe en salle | Birmingham | qual.    | 2,23 m |
| 2007 | Championnats du monde          | Osaka      | qual.    | 2,26 m |

## Records
| Épreuve         | Épreuve      | Performance | Lieu           | Date                            |
| --------------- | ------------ | ----------- | -------------- | ------------------------------- |
| Saut en hauteur | En plein air | 2,33 m      | Prague Plzeň   | 10 juin 2004 25 juin 2004       |
| Saut en hauteur | En salle     | 2,33 m      | Brno Hustopeče | 22 février 2005 21 janvier 2006 |